# Amadalavalasa
Amadalavalasa es una ciudad y  municipio situada en el distrito de Srikakulam en el estado de Andhra Pradesh (India). Su población es de 39799 habitantes (2011). Se encuentra a 115 km de Visakhapatnam y a 13 km de Srikakulam. 

## Demografía
Según el censo de 2011 la población de Amadalavalasa era de 39799 habitantes, de los cuales 19729 eran hombres y 20070 eran mujeres. Amadalavalasa tiene una tasa media de alfabetización del 75,96%, superior a la media estatal del 67,02%: la alfabetización masculina es del 84,67%, y la alfabetización femenina del 67,50%.